# كريس إدموندز
كريس إدموندز (بالإنجليزية: Chris Edmonds)‏ هو لاعب كرة قدم أمريكية أمريكي، ولد في 1978 في نيوآرك في الولايات المتحدة.